# Stelling van Heine-Cantor
In de wiskunde stelt de stelling van Heine-Cantor, genoemd naar Eduard Heine en Georg Cantor, dat elke continue functie
{\displaystyle f:M\to N}
van een compacte metrische ruimte {\displaystyle M} naar een metrische ruimte {\displaystyle N} ook uniform continu is. 
Als bijvoorbeeld {\displaystyle f:[a,b]\to \mathbb {R} } een continue functie is, dan is {\displaystyle f} ook uniform continue.